# 平野富二

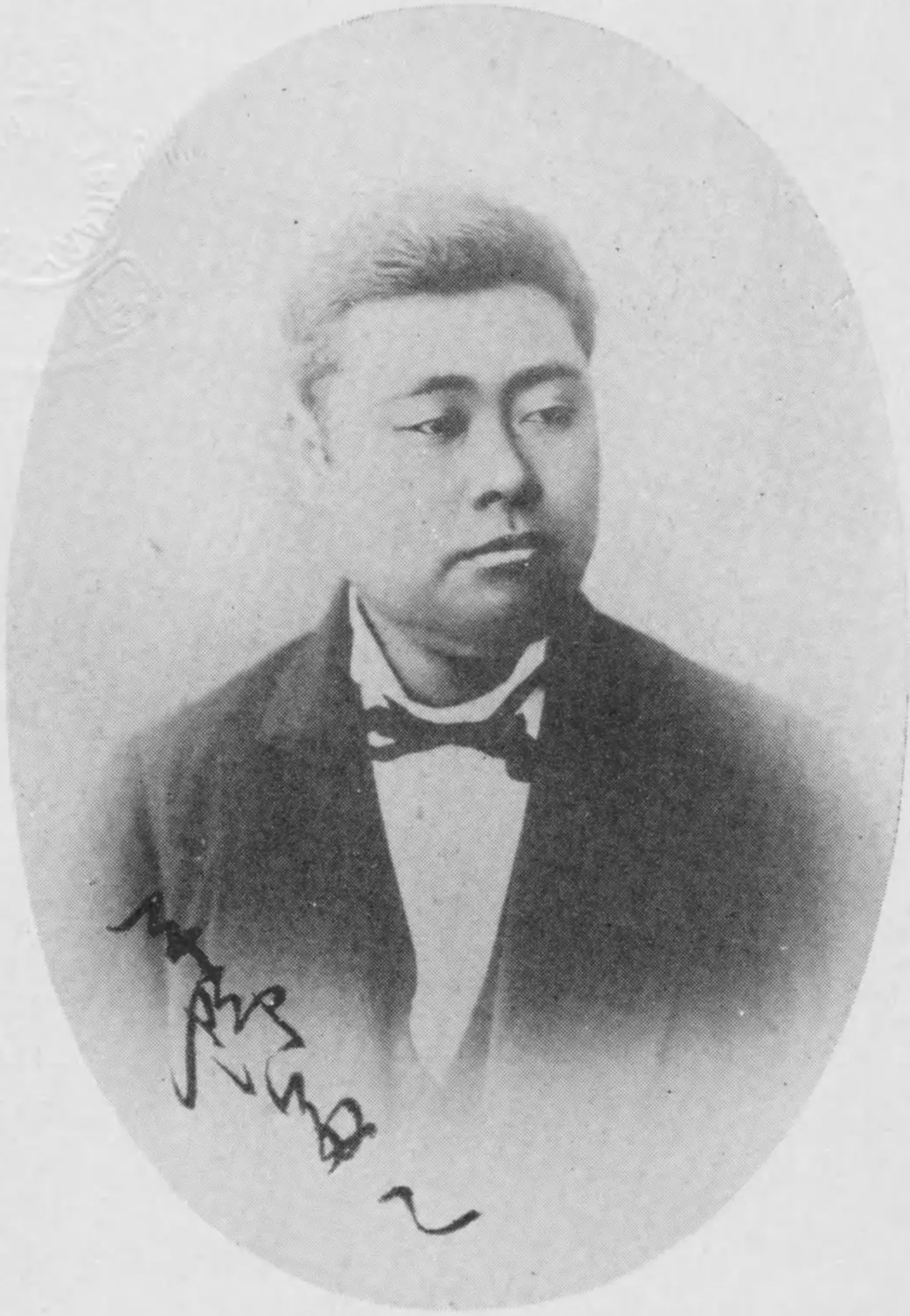
平野富二の肖像と署名

平野 富二（ひらの とみじ、1846年10月4日〈弘化3年8月14日〉- 1892年〈明治25年〉12月3日）は、明治時代の日本の実業家。石川島造船所（現・IHI）創立者。幼名は富次郎。また、日本の近代的印刷事業を興した人物としても知られる。

## 生涯

### 幕末から明治初期
矢次豊三郎の次男として肥前国長崎の引地町（現・長崎市桜町）に生まれる。豊三郎は幕臣で、当時は長崎奉行所の地役人と町司を兼ねていた。しかし幼少時に父とは死別している。1858年（安政4年 - 5年）頃に長崎奉行所御用所番となる。
1861年（文久元年）に飽の浦にあった幕府の長崎製鉄所に入り、機関方見習となる。製鉄所では本木昌造（製鉄所御用掛）の指導の下、オランダ人技術者から機械工学を習得した。さらに長崎在住イギリス人が英字新聞を発行するために印刷に携わる人材を集めた際、本木とその門下の一人として参加した。
1863年（文久3年）3月に、本木が船長を務める幕府所有蒸気船の乗組員（機関手）となる。この頃に養子に入って「吉村富次郎」を名乗った。1864年（元治元年）12月に江戸から長崎への航海中に暴風雨に見舞われて難破、富次郎ら乗船者は八丈島に漂着して約5ヶ月間滞在した。1866年7月に、富次郎は回天丸の一等機関士（機関方）となる。回天丸は第二次長州征討で小倉口の戦いに参加したのち、将軍徳川家茂急逝に伴い江戸に回航された。回天丸の所属が江戸の軍艦所に移った際、一度下った一等機関手の内命を取り消される。養親が長州藩蔵屋敷家守だったために嫌疑を受けたと考えて縁組を解き、矢次家の祖に当たる平野に改姓した。
1867年（慶応3年）4月、土佐藩に招かれて藩所有の蒸気船機関員となる。しかし1年と経たない1868年1月に、藩の参政佐々木高行の辞令で土佐藩を離れ、翌月に長崎製鉄所に復帰した。
長崎製鉄所では製鉄所機関方となる。さらにトーマス・グラバーから買収した小菅の造船所（修船所）で要職に就き、やがて経営者となる。しかし、製鉄所が長崎県から工部省に移管されたのに伴い、1871年（明治4年）5月に退職した。

### 印刷事業へ
製鉄所で仕えた本木昌造はこの頃、活版印刷事業に難航しており、富次郎に経営支援を求めた。富次郎は本木の「長崎新塾活版所」の経営を引き継いだ。富次郎は上京し、1872年（明治5年）に神田で「長崎新塾出張所」の名称により金属活字の製造を始める。これに前後して1872年2月に安田古ま（こま）と結婚、また明治政府による戸籍編製時に名前を「平野富二」とした。1873年（明治6年）には築地に活版製造所を移転した。活字を使用する印刷機の製造に事業を広げるため、1874年には活版製造所に鉄工部を創設した。富二の事業は、政府機関や新聞などの印刷物が増大したことで、大きな利益を得る。

### 造船事業への復帰
1876年（明治9年）10月、閉鎖中の官営石川島修船所の貸し下げを受け、石川島平野造船所を開設する。長崎製鉄所の工部省移管の際、造船業を続けるため残留を望んだが認められなかったという経緯があった。これは日本初の近代的造船所となった。1879年（明治12年）12月には海軍の横須賀造船所から横浜製鉄所を借り受けて分工場とする（1884年（明治17年）に施設を石川島に移設統合）。
建造船を使った海運業にも進出し、1879年（明治12年）より東京湾内で貨客運航を開始した。
造船業は多くの資金を必要とするため、1880年（明治13年）には第一銀行からの融資を受け、この際に渋沢栄一の知遇を得た。富二は造船業の振興に熱弁を振るって融資を得たが、第一銀行はリスクを考えて控えめな支援となった。それでは不足すると考えた渋沢は、鍋島氏や宇和島伊達氏といった華族の出資を募り、自己資金と合わせて拠出した。
石川島造船所では、民間造船所として初の鉄製軍艦である鳥海を建造して、1887年（明治20年）に進水、1888年（明治21年）12月に竣工した。
1889年（明治22年）、造船所は会社組織（有限責任石川島造船所）に改組された。この改組は渋沢栄一の支援も受け、渋沢も経営陣に加わった。同じ年に、東京湾内を航行する船会社が合併し有限責任東京湾汽船会社を設立し、富二は取締役となる。これは富二没後の1893年（明治26年）に株式会社化され、東京湾汽船株式会社（現在の東海汽船）となった。

### 各種事業への進出
富二の手がける事業は印刷・造船にとどまらず、さらに拡大した。時代が前後するが、1882年（明治15年）にフランス・ドコービル社の軽便鉄道機械を輸入する。これは足尾銅山の古河市兵衛に向けたものだったが、自ら日本鉄道の渋谷駅・大崎駅間（現在の山手線）建設を請け負って建設会社に販売した。当時の土木作業の道具はモッコやバイスケが普通であり、最新鋭の機材投入は作業成績を向上させたという。ドコービルの日本独占販売権をもっていた平野は工事期間中に他の請負業者たちに昼食をもてなしてシャンパンやビールを勧め、売り込みは上々の結果だったという。
1884年（明治17年）には平野土木組を設立して鉄道土木事業を本格的に手がけた。
1887年には、東京で最初の鉄橋である吾妻橋を架設した。
1888年（明治21年）に開業した碓氷馬車鉄道の工事を請負い、軌条、車両はドコービル社製であった。
その一方、祖業であった印刷事業では、フィラデルフィア万国博覧会（1876年）への出品や、上海での「修文書館」（築地活版製造所上海出張所）の開設（1883年）などの活動を展開し、1885年に会社組織になると社長に就任したが、1889年6月に辞任して業界から身を引いた。

### 晩年
1891年（明治24年）には、京都府に発電用のペルトン水車を納入する。これは蹴上発電所で使用するものであった。同じ年、濃尾地震での被害について新聞に調査報告を発表した建築家の佐藤勇造に興味を抱き、面会する。富二は勇造を将来養子に迎えて次女の津類（つる）と結婚させると約束した。
しかし1892年12月、東京市の上水道管問題について演説中に倒れる。演説会場は日本橋小舟町で、翌日脳溢血のため死去した。富二は1886年に日本鉄道の東北鉄道（現・東北本線）建設工事中に脳溢血を発症して休養した過去があり、持病でもあった。

### 没後
谷中霊園に墓所が築かれ、同郷の中村六三郎が葬儀総代を務めた。
出身地の長崎市には、2018年に「平野富二 生誕の地」の記念碑が建立された（生家があったとされる場所）。

## 親族
妻の古ま（「駒」とも）との間に3女をもうけたが、長女は夭逝した。次女の津類は富二の死後、1894年（明治27年）に従来の約束通り佐藤勇造と結婚、佐藤は平野家の養子に入り平野勇造となった。津類は勇造との間に2児（1男1女）を生んだが、古まの介入により1899年に勇造は平野家と離縁・離婚させられた。その男児が平野義太郎である。